# Église Saint-Martin d'Arthon-en-Retz
L'église Saint-Martin est une église paroissiale catholique, dédiée à saint Martin de Tours, située dans la commune française de Chaumes-en-Retz (commune déléguée de Arthon-en-Retz) dans le département de la Loire-Atlantique.

## Historique
L'église a été construite entre 1862 et 1865. Tandis que son clocher a été édifié en 1892.